# Salgar
Pour les articles homonymes, voir Eustorgio Salgar, Faruk Salgar et Puerto Salgar.
Salgar est une municipalité située dans le département d'Antioquia, en Colombie.

## Histoire
Dans la nuit du 17 au 18 mai 2015, un glissement de terrain provoqué par des fortes pluies et la crue d'une rivière avoisinante fait 52 morts et 37 blessés. Le hameau voisin, La Margarita a été totalement dévasté.

## Personnalités liées à la municipalité
- Mauricio Ortega (1980-) : coureur cycliste né à Salgar.